# 弗里蒙特鎮區 (愛荷華州克拉克縣)
弗里蒙特鎮區（英語：Fremont Township）是位於美國愛荷華州克拉克縣的一個行政鎮區。

## 地方資料
根據2010年美國人口普查的數據，弗里蒙特鎮區的面積為93.99平方千米，當中陸地面積為93.97平方千米，而水域面積為0.02平方千米。當地共有人口193人，而人口密度為每平方千米2.05人。